# Ricardo Lange
Ricardo Lange (* 1981 in Ost-Berlin) ist ein deutscher Krankenpfleger, der während der COVID-19-Pandemie mediale Bekanntheit erlangte.

## Leben
Lange wuchs im Berliner Stadtteil Hellersdorf-Marzahn auf. In seiner Jugend übte er Kampfsport aus. Nach seinem Schulabschluss absolvierte er zunächst eine Ausbildung zum Gas- und Wasserinstallateur. Nach mehreren Zwischenstationen als Bodybuilder, Fitnesstrainer und bei der Polizei fand er seine Berufung in der Medizin und ist seitdem als Krankenpfleger sowie auch als Leasing-Kraft in verschiedenen Berliner Kliniken tätig.
Im Frühjahr/Sommer 2020 wurde Lange bundesweit bekannt, als er öffentlich auf den Pflegenotstand und die teilweise schlechten Arbeitsbedingungen in deutschen Krankenhäusern hinwies. Im April lud der damalige Bundesgesundheitsminister Jens Spahn ihn zur Bundespressekonferenz ein, um über die alltäglichen Probleme seines Berufsstandes zu sprechen. Danach ist Ricardo Lange in mehreren Talkshow-Formaten zu Gast gewesen. Nach eigenen Angaben darf er nun in der Klinik, in der er seit mehreren Jahren tätig ist, wegen seiner medialen Präsenz und seiner kritischen Anmerkungen zum deutschen Gesundheitswesen nicht mehr arbeiten. 2022 wurde Lange von der Linkspartei als Delegierter des Landes Berlin in die 17. Bundesversammlung entsandt.

## Schriften
- Intensiv. Wenn der Ausnahmezustand Alltag ist – ein Notruf. dtv, München 2022, ISBN 978-3-423-44097-4.